# Joachim Neander

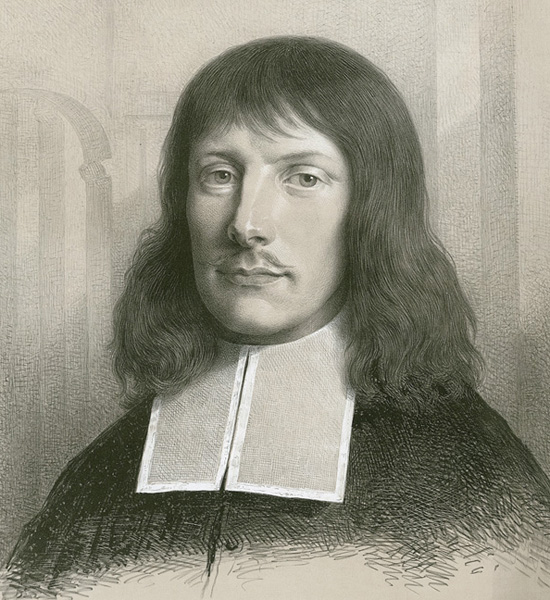
Joachim Neander.

Ventanal de la iglesia San Martini de Bremen, donde aparece Joachim Neander en el órgano.

Joachim Neander (Bremen, 1650 - ibídem, 31 de mayo de 1680) fue un pastor evangélico, poeta lírico de cantos religiosos y compositor alemán. El «valle de Neander» (Neandertal) se denominó así en su honor.

## Biografía
Joachim Neander provenía de una familia de pastores que, siguiendo una moda de la época, transformaron su apellido, para acercarse al griego, de Neumann a Neander. Fue el primer hijo del segundo matrimonio de su padre, Johann Joachim Neander (1614-1666).
Estudió teología reformada en Bremen y se desempeñó como educador en Heidelberg y Fráncfort del Meno, entre otras ciudades. En 1670 cayó bajo la influencia de Theodor Undereyck (un conocido «cristiano renacido»), quien le gestionó un puesto como profesor privado de una familia de comerciantes de Fráncfort. Allí conoció también a Philipp Jacob Spener, autor del texto Pia Desideria, cuya publicación en 1675 se transformaría en el punto de partida para el pietismo.
En 1674 Neander asumió en Düsseldorf los cargos de rector de la Lateinschule de la comunidad reformada y de ayudante de pastor. Escribió los textos y compuso las melodías de numerosos salmos e himnos religiosos que se cantaban en las reuniones de formación de comunidades cristianas separatistas. Frecuentemente Neander componía sus canciones y celebraba el oficio religioso en una impresionante quebrada del riachuelo Düssel, cerca de Mettmann. Por esta razón, el valle que originalmente se llamaba das Gestein pasó a denominarse en su honor Neandershöhle («cueva de Neander») y a partir del siglo XIX, Neandertal («valle de Neander»). Debido a que en este mismo valle se hallaron los primeros fragmentos esqueléticos de la especie del género Homo extinta hace 28 000 años, el nombre de Joachim Neander también se encuentra asociado al término Homo neanderthalensis.
Tras sus dificultades con la administración eclesiástica en Düsseldorf, Joachim Neander asumió en 1679 como pastor ayudante de la iglesia de San Martini en Bremen, su ciudad natal, residiendo en la casa que hoy es conocida como Neanderhaus (casa Neander), una construcción del siglo XV ubicada al oriente de la iglesia. 
Neander compuso el conocido coral Lobe den Herren, den mächtigen König der Ehren. Habiendo transcurrido menos de un año de su desempeño en la ciudad de su nacimiento, Neander falleció un lunes de Pentecostés, el 31 de mayo de 1680, a la edad de 29 o 30 años, a consecuencia de una enfermedad que no se ha precisado (posiblemente la peste). El lugar de su sepulcro se desconoce hoy en día; no se descarta que pueda encontrarse en Bremen bajo la iglesia de San Martín.

## Obra

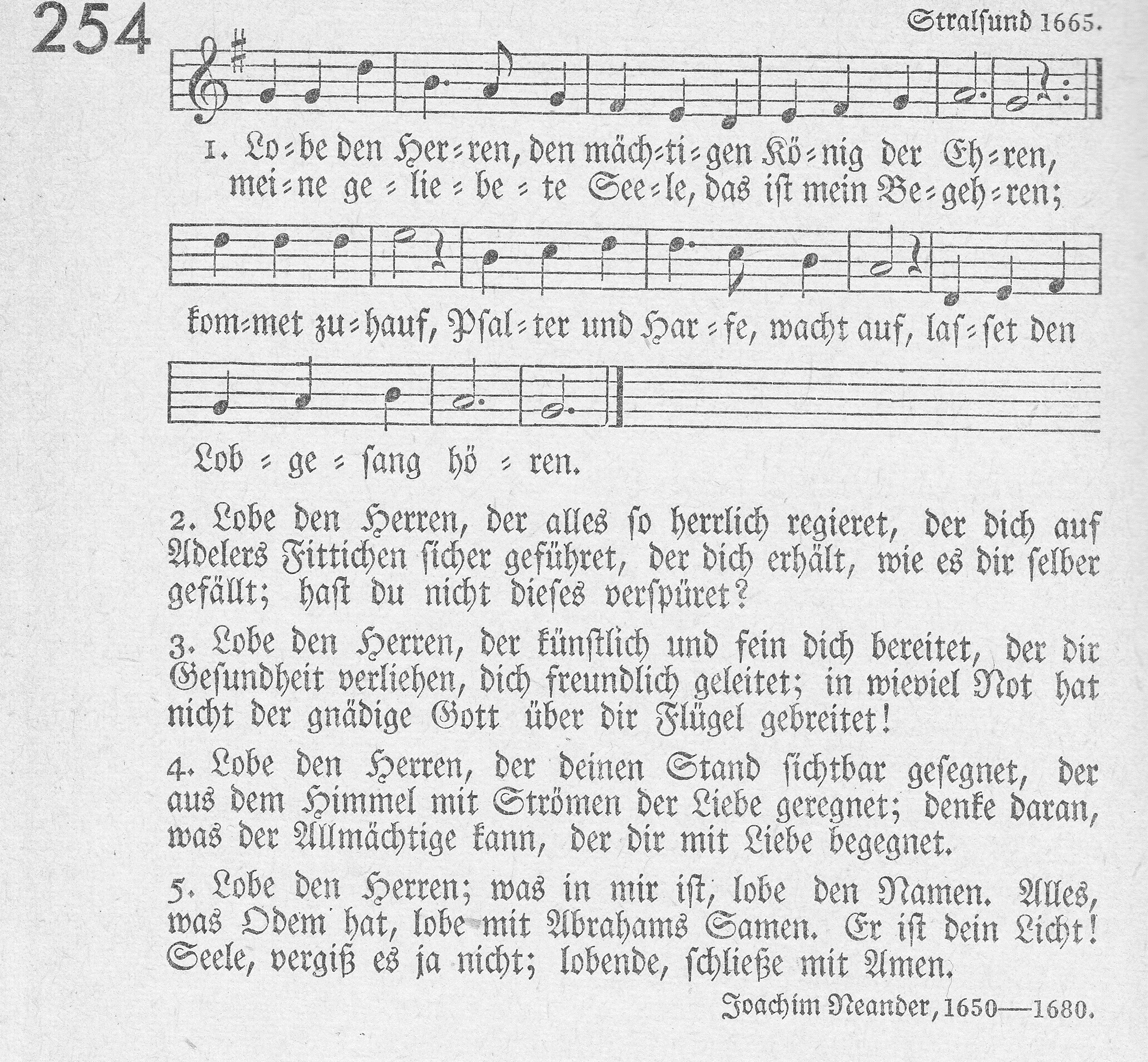
Lobe den Herren..., en el libro de canciones evangélicas para Renania y Westfalia, edición de 1901

A Neander se le considera uno de los más importantes compositores líricos de la Reforma en Alemania. Sus cantos y salmos publicados en 1680 bajo el título de Bundeslieder und Dank-Psalmen  fueron los precursores de libros de cantos pietistas de los reformados y de la iglesia luterana.
Aún hoy en día, los libros de cantos alemanes contienen varias piezas de la lírica de Neander. Así por ejemplo, el Evangelisches Gesangbuch contiene seis canciones cuyos textos o melodías fueron compuestas por él, y en el Neuapostolisches Gesangbuch, el libro alemán de cantos de la Iglesia Nueva Apostólica, se reproducen cuatro himnos suyos.
La lírica del himno eclesiástico más conocido de Neander, Lobe den Herren, den mächtigen König der Ehren, fue escrita en 1679 y publicada en 1680 en el marco de las Bundes-Lieder und Danck-Psalmen. Sin embargo, la melodía que hoy se utiliza comúnmente es una adaptación posterior; no es de autoría de Neander, sino que se trata de una melodía secular del siglo XVII.

## Efeméride
31 de mayo en el Calendario evangélico de nombres.